# Michèle Firk
Michèle Firk (París, 18 de abril de 1937-Ciudad de Guatemala, 7 de septiembre de 1968) fue una periodista, crítica de cine y militante anticolonialista francesa.

## Biografía
Se cría Michèle Firk en París, en el seno de una familia judía de artesanos-comerciantes franceses. Sus cuatro abuelos son de Europa Central; expulsados por los pogromos antisemitas en el año 1890, naturalizados franceses, se han casado e instalado en París.
Firk ingresa en 1956 en el Instituto de Altos Estudios de Cinematografía (Institut des hautes études cinématographiques, IDHEC), tras cursar clases preparatorias en el Liceo Voltaire. Colabora desde finales del año 1958 con la revista de cine Positif —en la que ella representa  « el ala izquierda » junto a Gérard Gozlanet, y en la cual están publicados sus primeros artículos sobre el cine cubano— así como en Les Lettres françaises ; por otra parte, anima el Ciné-club Acción de París.
Inicia su militancia política en la Unión de Estudiantes Comunistas (Union des étudiants communistes, UEC) y en el Partido Comunista Francés (Parti communiste français, PCF). Organiza proyecciones de películas que denuncian la «guerra sucia» llevada a cabo por el Ejército francés en la guerra de Argelia y participa como «portadora de maleta» en la clandestina Red Jeanson de ayuda al Frente de Liberación Nacional argelino. En 1962, viaja a Argelia, donde colabora en esta ocasión con la revista Joven África, firmando sus artículos bajo el seudónimo de «Emmanuelle Sandinot».
Se encuentra en Cuba en 1963, antes de marchar para la guerrilla de Guatemala, conforme a su voluntad de obrar como «combatiente revolucionaria». Compañera de Camilo Sánchez, dirigente del frente urbano de la guerrilla de las Fuerzas Armadas Rebeldes (FAR), participa en agosto de 1968 en el secuestro del embajador de Estados Unidos en Guatemala, John Gordon Mein, que es asesinado el día 28. Michèle Firk se suicida cuando está a punto de ser arrestada por la policía guatemalteca el 7 de septiembre de 1968.

## Escritos
- Michèle Firk (escritos reunidos por sus camaradas), Éric Losfeld, 1969 (nota BnF no FRBNF33006908)[4]

## Homenajes
- El cineasta cubano Manuel Octavio Gómez incluye la siguiente dedicatoria en su película La primera carga al machete (1969): «Para Michèle Firk, caída por la liberación de América Latina».
- El cineasta francés Jean-Luc Godard incluye la siguiente dedicatoria en el episodio Fatal belleza (1997) de su serie Historia(s) del cine: «Para Michèle Firk y Nicole Ladmiral».
- En Montreuil, ciudad de Sena-Saint-Denis, el Café-Librería Michèle Firk, inaugurado en 2012 en los locales del Centro Internacional de Creación «La Palabra Errante», ha sido nombrado así por el hombre de teatro Armand Gatti en homenaje a la periodista.[5]